# Молина Гармендиа, Энрике
Энрике Моли́на Гармендия (4 августа 1871, Ла-Серена, Чили — 8 марта 1964, Консепсьон, Чили) был чилийским педагогом и философом, который содействовал развитию децентрализации образования в Чили. Его величайшим достижением было основание Университета Консепсьона, третьего по возрасту университета в Чили и первого, расположенного за пределами столицы Сантьяго. На родине Молина Гармендия считается самым выдающимся педагогом своего времени, а также одним из самых влиятельных чилийских философов.

## Биография
Энрике Молина работал учителем истории и географии в Чильянском лицее с 1893 по 1903 год. С 1915 года заят в лицее Консепсьона. Основатель и профессор Университета Консепсьона (1919—1957). В 1927 году был избран ректором Чилийского университета, где предпринял попытку провести реформы в программах обучения, однако вскоре оставил должность и отправился за границу в поисках специалистов для формирования профессорско-преподавательского состава Университета Консепсьона. В 1930 году представлял Университет Консепсьона на Всемирном конгрессе университетов и на Межамериканских конгрессах ректоров, преподавателей и деканов в Гаване. 
Во время президентства Габриэля Гонсалеса Виделы в 1947 году с энтузиазмом принял должность министра народного образования, которую ооставил в начале июля 1948 года из-за и отсутствия необходимых ресурслв для реализации своих идей и критики своей философии. Президент Философского общества Чили (с 1948). 
С позиций спиритуализма обосновывал гармонию материального и духовного, свободы и необходимости, созерцания и действия. Главные сочинения: «О духовном в жизни человека» (1937); «Философия Чили в первой половине XX века» (1951); «Трагедия и осуществление духа» (1952).
Он получил различные отличия за свою жизнь, среди них звание Doctor Honoris Causa от Университета Чили и звание Почетного ректора Университета Консепсьона на всю жизнь.

## Публикации

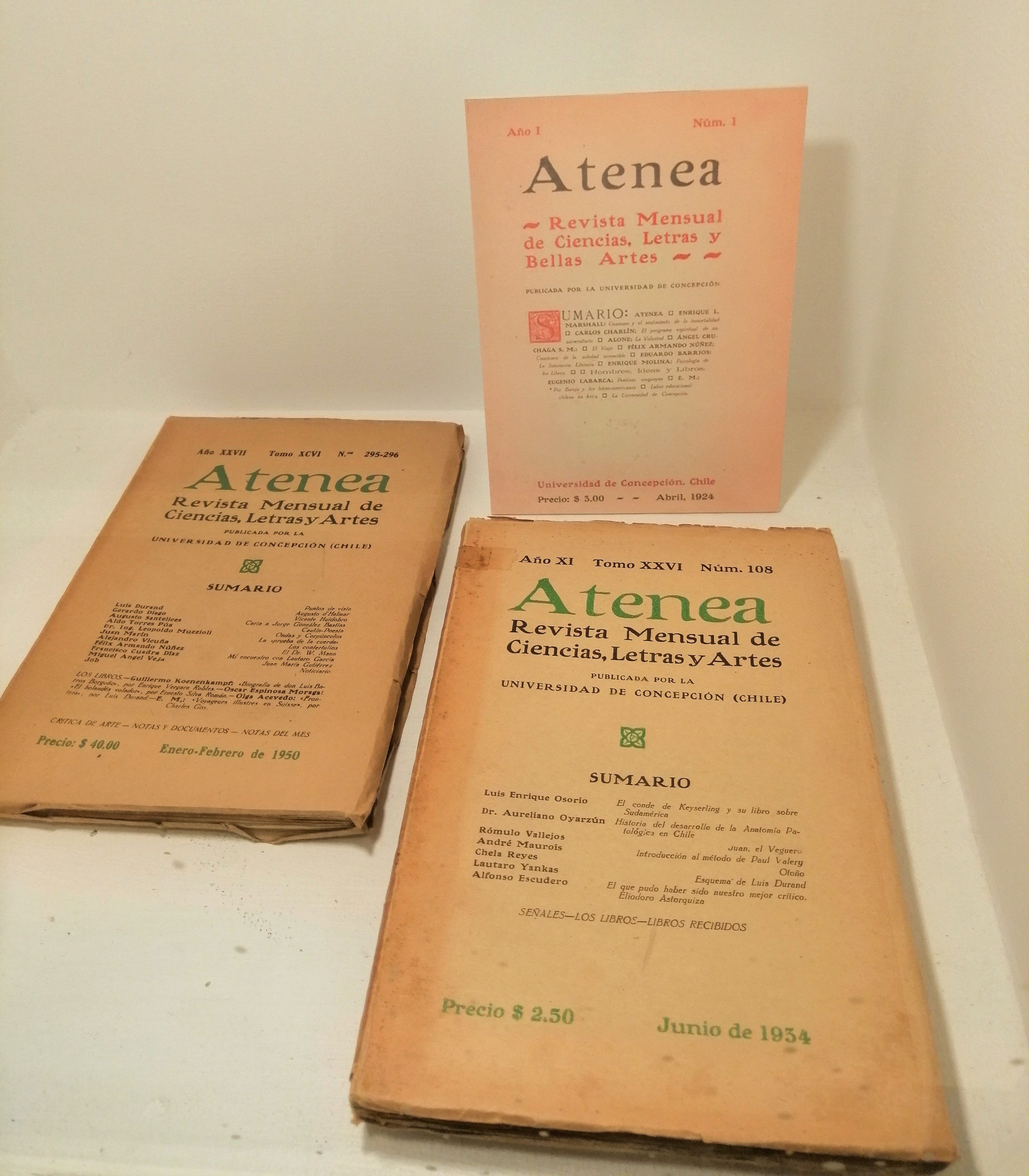
Первые издания (1924), 108 (1934) и 295—296 (1950) журнала «Атенеа» (Atenea), основанного и в 1924—1947 годах редактированного Энрике Молиной, выставлены в Галерее Истории в Консепсьоне

Некоторые из его основных работ, включая книги, научные и философские статьи:
- 1907 — Задачи преподавателя и образование
- 1909 — Социальная философия Лестера Уорда
- 1909 — Наука и традиционализм
- 1909 — Прагматизм Уильяма Джеймса
- 1912 — Культура и общее образование
- 1913 — Американская философия (сборник эссе)
- 1914 — Современное образование
- 1917 — Американские демократии и их задачи
- 1920 — О двух Америках
- 1921 — От Калифорнии до Гарварда (исследования о североамериканском университете и некоторых наших проблемах)
- 1935 — Русская и большевистская революция
- 1940 — Проекты интуиции
- 1941 — Паломничество университета
- 1942 — Философское признание и призыв к улучшению Латинской Америки
- 1943 — Воспоминания Дона Валентина Летельера
- 1944 — Философия Бергсона
- 1944 — Ницше, дионисизм и аскетизм. Его жизнь и идеология
- 1947 — О духовности в человеческой жизни
- 1952 — Трагедия и реализация духа

## Отличия
Работа Дань духу основателей Университета Консепсьона, разработанная Самуэлем Романом, отдает дань уважения Энрике Молине как соучредителю и первому ректору Университета Консепсьона.

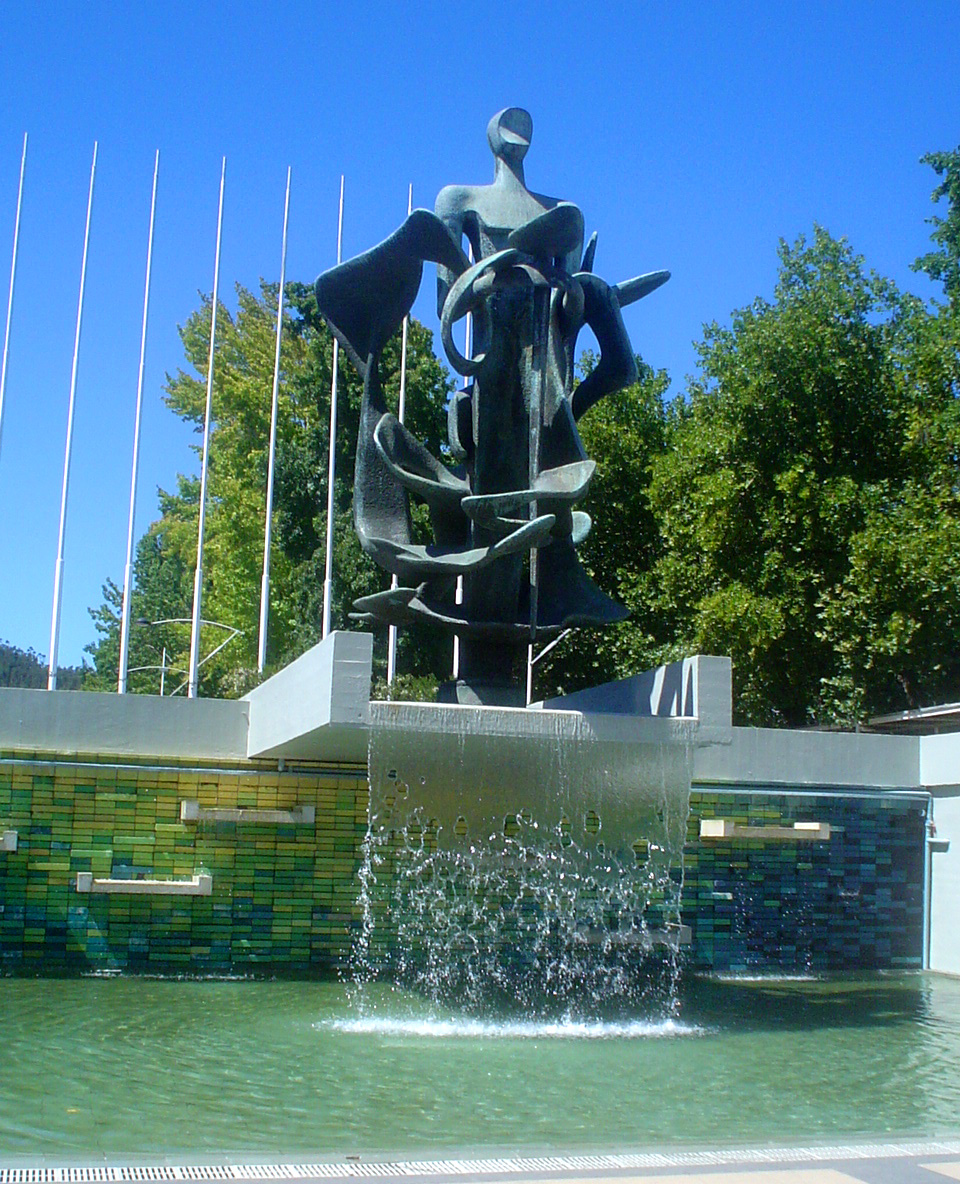
Работа Дань духу основателей Университета Консепсьона, разработанная Самуэлем Романом, отдает дань уважения Энрике Молине как соучредителю и первому ректору Университета Консепсьона

В своих многочисленных поездках по другим странам Молина Гармендия получил множество отличий и наград, включая:
- Медаль Гёте, Германия
- Академический член факультета философии в Университете Чили, Сантьяго
- Офицер Академии Министерства народного образования, Франция
- Кавалер короны, Италия
- Член афинского общества, Мексика
- Премия искусств от Муниципалитета Консепсьона, 1953, Консепсьон, Чили

Кроме того, в 1956 году он был назначен ректором Университета Консепсьона пожизненно; в 1959 году автор Самуэль Роман воздвиг в его честь памятник Дань духу основателей Университета Консепсьона, установленный в Городском университете Консепсьона. В том же году он получил почетное звание Doctor Honoris Causa в Университете Чили.